# József Bajza
József Bajza (31 de gener de 1804, Szűcsi - 3 de març de 1858, Pest) fou un poeta i crític literari hongarès.

## Biografia
Va néixer a Szűcsi el 1804, Bajza fou un destacat membre del Cercle Aurora, que dominà la vida literària d'Hongria a mitjans del segle xix i que s'organitzava al voltant de la revista Aurora, que Bajza va editar entre 1830 i 1837. També va contribuir en altres publicacions col·lectives, com el Kritikai Levelek, l'Athenaeum o el Figyelmező. Les seves anàlisis en obres teatrals són possiblement les seves millors obres com a crític. A més a més, el 1830 publicà les traduccions de diversos drames estrangers, i el 1835 una col·lecció de poemes seus. El 1837 fou nomenat director del restablert Teatre Nacional de Budapest. Després, durant uns anys, es dedicà a la història i publicà la Biblioteca històrica (6 volums, 1843-1845), el Plutarc modern (1845-1847) i una Història universal (1847), obres que són almenys parcialment traduccions d'autors alemanys. El 1847 Bajza començà a publicar una altra revista de l'oposició, Ellenőr, a Leipzig, i el març de 1848 Lajos Kossuth va nomenar-lo editor del periòdic Kossuth Hirlapja. El 1850 va emmalaltir a causa d'una malaltia cerebral i va morir a Pest el 1858.